# Svenska Tokhits
Svenska Tokhits släpptes 2008 och är ett samlingsalbum från skivbolaget Warner Music Group med samlade artister som Curt Haagers, Flamingokvintetten, Eddie Meduza, Streaplers och Drängarna. Albumet innehåller 45 låtar.

## Låtlista
| Nr  | Titel                                          | Artist                              | Längd |
| --- | ---------------------------------------------- | ----------------------------------- | ----- |
| 1.  | Bag In Da Box (Törstiga pojkar)                | DJ Tune feat. Orreman               | 3:46  |
| 2.  | Hoppa Hulle                                    | Bert & His Willis Boys              | 3:04  |
| 3.  | Fågeldansen                                    | Curt Haagers                        | 3:09  |
| 4.  | Vill du bli min fru                            | Drängarna                           | 3:23  |
| 5.  | Olyckans sång                                  | Electric Banana Band                | 2:26  |
| 6.  | Fyra Bugg & en Coca Cola                       | Lotta Engberg                       | 2:58  |
| 7.  | Papaya Coconut                                 | Kikki Danielsson & Dr Alban         | 3:05  |
| 8.  | Köppäbävisan                                   | Curt Haagers                        | 3:08  |
| 9.  | Sofia dansar go-go                             | Stefan Rüdén                        | 2:07  |
| 10. | Jailhouse Rock                                 | Eilert Pilarm                       | 2:29  |
| 11. | Hallå Västindien                               | Vikingarna                          | 3:34  |
| 12. | Hönan Agda                                     | Cornelis Vreeswijk                  | 2:45  |
| 13. | Pretty Belinda                                 | Roland Cedermark                    | 1:48  |
| 14. | Muckartwist                                    | Cool Candys                         | 3:09  |
| 15. | Ballongdansen                                  | Curt Haagers                        | 2:58  |
| 16. | Canelloni Macaroni                             | Lasse Holm                          | 4:29  |
| 17. | Mera Brännvin                                  | Eddie Meduza                        | 3:00  |
| 18. | Jag ska måla hela världen lilla mamma          | Flamingokvintetten                  | 2:56  |
| 19. | Hur e d möjligt?                               | Just D                              | 3:26  |
| 20. | Älskade ängel                                  | Bert and Herman Hunters             | 2:34  |
| 21. | Nej, så tjock du har blitt                     | Fernandoz                           | 3:00  |
| 22. | RFSU                                           | Säwes                               | 3:41  |
| 23. | Va' har du under blusen, Rut?                  | Streaplers                          | 2:20  |
| 24. | Kebabpizza Slivovitza                          | Andra Generationen                  | 2:54  |
| 25. | Hej hej Monika                                 | Nic & The Family                    | 2:26  |
| 26. | Just idag är jag stark                         | Kenta Gustafsson                    | 3:38  |
| 27. | Spelar ingen roll                              | The Pinks                           | 3:54  |
| 28. | Hallå du gamla indian                          | Jigs                                | 3:38  |
| 29. | Peta in en pinne i brasan                      | Mats Rådberg & Rankarna             | 3:27  |
| 30. | Rulla in boll och låt den rulla                | Gösta Linderholm                    | 3:45  |
| 31. | Fem myror är fler än fyra elefanter            | Fem myror är fler än fyra elefanter | 1:17  |
| 32. | Vi bor på landet                               | Bröderna Djup                       | 3:30  |
| 33. | Aj, aj, aj                                     | Schytts                             | 2:44  |
| 34. | Jävla Smurfar                                  | Bert & His Willis Boys              | 1:39  |
| 35. | Sommar på mopeden                              | Eddie Meduza                        | 2:57  |
| 36. | Kalles klätterträd                             | Jojje Wadenius                      | 1:26  |
| 37. | Göta kanal                                     | Cool Candys                         | 2:44  |
| 38. | Evert                                          | Matz-Ztefanz med Lailaz             | 3:49  |
| 39. | Trettifyran                                    | Per Myrberg                         | 2:23  |
| 40. | Djingis khan (English Version)                 | Vikingarna                          | 3:02  |
| 41. | Snabbköpskassörskan                            | Per Lundgren                        | 3:17  |
| 42. | Svordomsvisan                                  | Magnus & Brasse                     | 1:24  |
| 43. | Lilla Hjärtat (Jag Vill Så Gärna Ha 6 Med Dig) | Sommarpojkarna                      | 3:22  |
| 44. | Mulliga gulliga Ann-Katrin                     | Jigs                                | 2:58  |
| 45. | Var ska vi sova inatt                          | Mighty Band                         | 3:11  |